# Paziente zero
Il paziente zero è il primo paziente individuato nel campione della popolazione di un'indagine epidemiologica. A volte l'espressione è usata per riferirsi al paziente al centro dell'indagine epidemiologica, piuttosto che al primo paziente.
Quando ci si riferisce a questi tipi di pazienti, si usano i caratteri minuscoli. Quando invece ci si vuol riferire ad un paziente in particolare (l'index case), magari all'interno di un rapporto (articolo, resoconto), il termine è scritto in maiuscolo: Paziente Zero.

## Casi famosi di pazienti zero
- Nel giugno 1980, a uno steward venticinquenne dell'Air Canada, Gaëtan Dugas di Toronto, fu diagnosticato il sarcoma di Kaposi, una delle sindromi comunemente legate all'AIDS. Morì nel 1984. A causa della sua vita sessuale molto attiva, Dugas può avere infettato numerosi uomini di tutto il Nord America, pur essendo consapevole del pericolo di contagio; tuttavia è molto improbabile che sia stato lui a portare la malattia negli Stati Uniti d'America, come invece ritenevano alcuni epidemiologi negli anni ottanta. Conferme di questo falso storico arrivano anche da studi sulla mappa genetica del virus HIV ottenuta grazie ai campioni biologici di Dugas che indicano infatti che il virus che lo aveva colpito era analogo a quelli che circolavano in U. S. A. già da alcuni anni. Nel 1984 un rapporto del Centers for Disease Control and Prevention (CDC) lo indicò come "patient O", abbreviazione di "patient Out of California", ma la lettera O fu letta come zero e questa interpretazione divenne famosa nel 1987 col libro And the Band Played On di Randy Shilts[senza fonte].
- Il professor Liu Janlun, 64 anni, microbiologo cinese, nel febbraio del 2003 è diventato il paziente zero della SARS, che trasmise durante un soggiorno nell'Hotel Metropol di Hong Kong, nel 2003.[1]
- Nell'agosto del 1976 in Zaire, fu diagnosticata a Mabalo Lokela, un insegnante quarantaquattrenne, l'Ebola. Lokela morirà 14 giorni dopo.[2]
- Mary Mallon (soprannominata "Typhoid Mary", circa "Mary la Tifoide") era una cuoca apparentemente portatrice sana di febbre tifoide. Si pensa che infettò 47 persone[3][4]. Per evitare che il contagio si diffondesse, fu messa in quarantena.
- Édgar Enrique Hernández è probabilmente il paziente zero della pandemia influenzale del 2009[5]. Anche se è stato ricoverato, probabilmente ha infettato Maria Adela Gutierrez, la prima vittima confermata di influenza suina.
- Un bambino della Louis House al 40 di Broad Street è stato indicato come il paziente zero dell'epidemia di colera del 1854 nei sobborghi di Soho, Londra.[6]
- Un bambino di due anni, morto il 6 dicembre 2013 a Guéckédou (al confine tra Guinea, Sierra Leone e Liberia), è stato classificato come paziente zero dell'epidemia di Ebola del 2014 in Africa.[7]
- La cinquantunenne Auguste Deter era la "paziente zero" della malattia di Alzheimer che era paziente dello scopritore della malattia, il medico tedesco Alois Alzheimer[8].

## Il paziente zero nei media
- Nel film Virus letale del 1995 la trama del film ruota intorno alla ricerca del paziente zero di un'epidemia.
- Nel romanzo Rabbia di Chuck Palahniuk del 2007 il protagonista Buster "Rant" Landru Casey è il paziente zero di un'epidemia di rabbia.
- Il videogioco Plague Inc ha come scopo di distruggere l'intera popolazione mondiale con un'epidemia prima che venga trovata una cura partendo da un "paziente zero".
- Il videogioco Dead Rising 3 ha come protagonista Nick Ramos che è il "paziente zero" di un'epidemia di zombie.
- Nel film Contagion del 2011 il personaggio di Elizabeth Emhoff è il "paziente zero" di una pandemia mortale.
- Nel film World War Z del 2013 il personaggio di Gerry Lane viene inviato in Corea del Sud dove si hanno informazioni di un possibile paziente zero, alla cui identificazione viene data importanza fondante per comprendere la proliferazione e diffusione del Virus.
- Nella saga fumettistica Il Pianeta dei Morti creata da Alessandro Bilotta e ambientata in un futuro distopico dell'universo di Dylan Dog in cui il mondo è popolato da zombi, il suo assistente Groucho è il paziente zero del contagio.
- Il film Paziente zero del 2018, diretto da Stefan Ruzowitzky, tratta della ricerca del pazienze zero di un ceppo mutato del virus della rabbia che ha contagiato milioni di persone.